# August Cramer
August Cramer (ur. 10 listopada 1860 w St. Pirminsberg, zm. 5 września 1912 w Getyndze) – szwajcarsko-niemiecki neurolog i psychiatra.

## Życiorys
Studiował medycynę w Marburgu i Fryburgu Bryzgowijskim, w 1887 roku otrzymał tytuł doktora medycyny. W 1889 roku zaczął pracę w zakładzie psychiatrycznym w Eberswalde, w 1895 roku habilitował się z psychiatrii na Uniwersytecie w Getyndze. Później został profesorem i dyrektorem tamtejszej kliniki psychiatrycznej. W Getyndze był jednym z założycieli instytucji Provinzial-Jugendheim, ośrodka leczniczo-edukacyjnego dla psychopatycznej młodzieży.

## Dorobek naukowy
Cramer publikował liczne prace z dziedziny psychiatrii klinicznej, neuropatologii, anatomii patologicznej. Wśród jego prac znajduje się traktat "Gerichtliche Psychiatrie. Ein Leitfaden für Mediziner und Juristen" poświęcony psychiatrii sądowej, oraz podręcznik neurologii dziecięcej napisany wspólnie z Ludwigiem Brunsem i Theodore’em Ziehenem, "Handbuch der Nervenkrankheiten im Kindesalter".